# 拉欽西西卡達恰
47°37′20″N 31°33′50″E / 47.62222°N 31.56389°E
拉欽西西卡達恰（烏克蘭語：Рацинська Дача），是烏克蘭的村落，位於該國南部尼古拉耶夫州，由沃茲涅先斯克區負責管轄，始建於1824年，面積0.12平方公里，海拔高度97米，2001年人口244，人口密度每平方公里2,050.4人。